# Мир хижинам, война дворцам (фильм)
«Мир хижинам, война дворцам» — 4-серийный историко-революционный телефильм. Экранизация дилогии Юрия Смолича «Год рождения — 1917» (романы «Мир хижинам, война дворцам» и «Ревёт и стонет Днепр широкий»).

## Сюжет
Дана широкая картина революционных событий 1917—1918 годов на территории Украины. Установление Советской власти и борьба с контрреволюционными националистами показаны в преломлении судеб представителей одной семьи Драгомирецких. Среди героев фильма — реальные исторические деятели Революции и гражданской войны на Украине.

## В ролях

### В главных и ведущих ролях
- Ефим Копелян — Гервасий Драгомирецкий
- Леонид Бакштаев — Ростислав Драгомирецкий
- Николай Олялин — Александр Драгомирецкий
- Галина Шмакова — Марина Драгомирецкая
- Николай Пишванов — Иван Антонович Брыль
- Юрий Фисенко — Данила Брыль
- Борис Сабуров — Максим Колиберда
- Галина Гальченко — Тося Колиберда
- Екатерина Крупенникова — Леся
- Владимир Бабиенко — Флегонт Босняцкий
- Андрей Подубинский — Харитон Киенко
- Юрий Дедович — Степан Королевич
- Людмила Сосюра — София Галечко, секретарь Грушевского
- Лесь Сердюк — Шерстюк
- Владимир Шакало — анархист Наркис
- Сергей Харченко — Демченко
- Юрий Лавров — полковник Оберучев, командующий Киевским военным округом

### Исполнители ролей деятелей Большевистской партии
- Клара Лучко — Евгения Бош
- Альфред Шестопалов — Владимир Затонский
- Анатолий Барчук — Андрей Иванов
- Ростислав Янковский — Георгий Пятаков / Леонид Пятаков
- Вилорий Пащенко — Юрий Коцюбинский
- Владимир Кашпур — Василий Боженко
- Юрий Сарычев — Виталий Примаков
- Владимир Горобей — Николай Тарногородский
- Александр Гай — Николай Подвойский
- Владислав Буш — Николай Скрыпник

### Исполнители ролей руководителей Центральной Рады
- Александр Гай — Михаил Грушевский
- Владислав Стржельчик — Владимир Винниченко
- Евгений Зубовский — Симон Петлюра

### В эпизодах
- Людмила Алфимова — Маша
- Георгий Бабенко — генерал
- Александр Быструшкин — офицер
- Наталия Гебдовская — мать Данилы
- Виталий Дорошенко — анархист / гимназист
- Валентин Дуклер — финансист
- Валерия Заклунная — княжна Долгорукая
- Малишевский, Надир Михайлович — митрополит Владимир (Богоявленский)
- Зоя Недбай — Роза
- Валентина Салтовская — мать Тоси
- Раиса Недашковская — Роза
- Лев Перфилов — петлюровец
- Глеб Юченков
- Евгений Киндинов — англичанин
- Мария Капнист — монахиня
- Дмитрий Миргородский — большевик (нет в титрах)
- Павел Киянский — большевик (нет в титрах)